# Horário Padrão do Atlântico

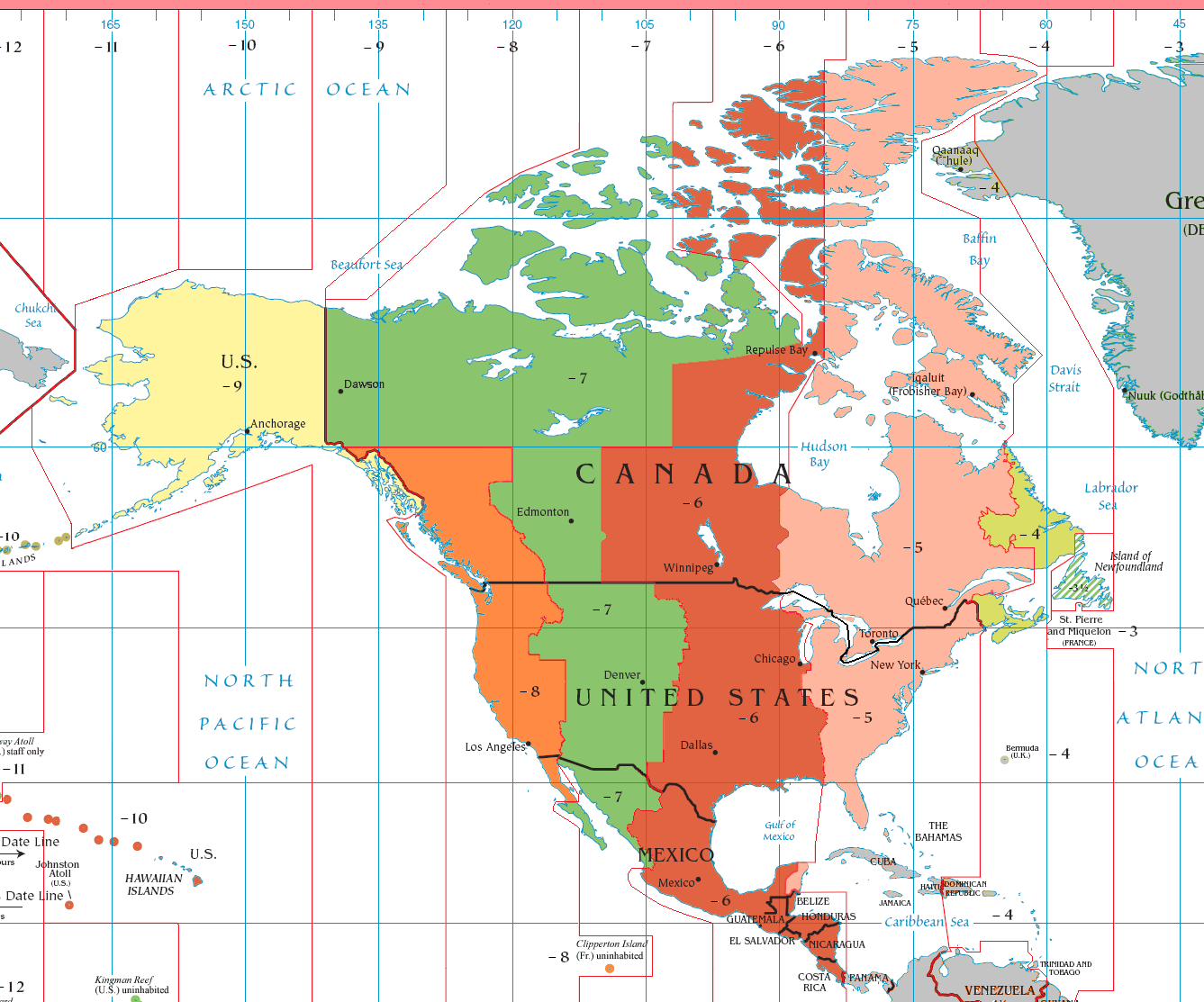
O Tempo regular do Atlântico no continente americano. (assinalado com verde sob a parte direita)

O Horário Padrão do Atlântico (AST, siglas em inglês de Atlantic Standard Time) ou Tempo do Atlântico, Zona de Tempo Regular do Atlântico, é uma região geográfica que corresponde ao fuso horário oficial de menos quatro horas com respeito ao Tempo universal coordenado (UTC), especificamente UTC-4. A hora nesta zona está baseada no tempo solar médio do meridiano 60 oeste do Observatório de Greenwich.
No Canadá, as províncias de Novo Brunswick e Nova Escócia calculam o tempo com menos quatro horas com respeito ao Tempo Médio de Greenwich (GMT-4). A ilha do Príncipe Eduardo e pequenas partes de Quebec (o este de Côte-Nord e as Ilhas da Madalena) também fazem parte da zona horária do Atlântico. De forma oficial, a província de Terra Nova e Labrador faz parte do Tempo de Terra Nova e Labrador, mas em prática, a maior parte de Labrador usa a zona horária de tempo regular do Atlântico.
Outras partes do mundo que fazem parte deste fuso horário são as ilhas Bermudas, no Atlântico do Norte; muitas ilhas do Caribe, incluindo a República Dominicana e Porto Rico; e vários países sul americanos, como Paraguai, Venezuela, Chile, Bolívia, e partes do Brasil.
A AST conhece-se-lhe (onde se aplica) como Horário de Verão do Atlântico (ADT, siglas em inglês de Atlantic Daylight Time) durante o horário de verão e se lhe acrescenta uma hora para o modificar a três horas por trás do Tempo Universal Coordenado, isto é UTC-3.

## Principais áreas metropolitanas
Principais cidades e áreas metropolitanas que fazem parte do Tempo do Atlântico.
- Assunção, Paraguai
- Barcelona, Venezuela
- Barquisimeto, Venezuela
- Bridgetown, Barbados
- Caracas, Venezuela
- Charlotte Amalie, Ilhas Virgens dos Estados Unidos
- Ciudad Guayana, Venezuela
- Charlottetown, Ilha do Príncipe Eduardo
- Colon, Panamá
- Concepción, Chile
- Coro, Venezuela
- Cumaná, Venezuela
- Fredericton, Canadá
- Georgetown, Guiana
- Halifax, Canadá
- Hamilton, Bermudas
- La Paz, Bolívia
- Manaus, Brasil
- Maracaibo, Venezuela
- Maracay, Venezuela
- Município regional de Cabo Breton, Canadá
- Moncton, Canadá
- Oranjestad, Aruba
- Porlamar, Venezuela
- Port of Spain, Trinidade e Tobago
- Puerto la Cruz, Venezuela
- Saint John, Canadá
- San Cristóbal, Venezuela
- San Juan, Porto Rico
- Santa Cruz de la Sierra, Bolívia
- Santiago, Chile
- Santo Domingo, República Dominicana
- Sucre, Bolívia
- Summerside, Ilha do Príncipe Eduardo
- Valencia, Venezuela
- Willemstad, Curaçau